# Rivière Decelles
Rivière Decelles är ett vattendrag i Kanada.   Det ligger i provinsen Québec, i den sydöstra delen av landet, 300 km nordväst om huvudstaden Ottawa. Rivière Decelles ligger vid sjöarna  Lac Monselet och Lac Namewajak.
I omgivningarna runt Rivière Decelles växer i huvudsak blandskog. Trakten runt Rivière Decelles är nära nog obefolkad, med mindre än två invånare per kvadratkilometer.